# Coulon (Deux-Sèvres)
 Coulon  es una población y comuna francesa, situada en la región de Poitou-Charentes, departamento de Deux-Sèvres, en el distrito de Niort y cantón de Niort-Ouest. Está clasificada en la categoría de les plus beaux villages de France.

## Demografía
| 1408 | 1461 | 1462 | 1660 | 1870 | 2074 |
| Para los censos de 1962 a 1999 la población legal corresponde a la población sin duplicidades (Fuente: INSEE [Consultar]) |      |      |      |      |      |